# Christophe Pinna
Christophe Pinna (Niza, Francia; 18 de marzo de 1968) es un karateca francés, considerado uno de los mejores de Europa.[cita requerida]
A los 5 años de edad comenzó la práctica de las artes marciales con el taekwondo. Sin embargo migró al karate, desde muy joven y en 1986 se destacó como campeón de la France Junior, en la modalidad de combate (kumite).
En 1993 obtuvo el gran premio a nivel mundial[cita requerida] y, en una gira internacional en Malasia en 1994, obtuvo el de título de campeones de mode par équipe.
El 4 de mayo de 1997, en Tenerife (España), se destacó como el mejor campeón europeo de Toutes Categories.[cita requerida]